# Béziers
Béziers (Besièrs en occitano) es una ciudad francesa de 72 462 habitantes, perteneciente al departamento francés de Hérault, en la región de Occitania. La ciudad es el chef-lieu de cuatro cantones —cantón de Béziers-1, -2, -3 y -4— y la subprefectura del distrito de su nombre.

## Historia
Béziers se fundó hacia el 700 a. C. Es una ciudad muy antigua, con 2700 años de historia. Comienza con la instalación de una tribu sobre las riberas del río Orb en la era neolítica, en el centro actual del Bosquecillo. A lo largo de la antigüedad, distintos pueblos colonizaron Béziers. El lugar —un vado sobre el Orb protegido por dos colinas de 60 metros de altura— fue apreciado desde muy pronto: se descubrió en 2004, en las excavaciones de la calle de la República, una presencia griega importante a partir del siglo V a. C. Los romanos expulsaron a los galos en el siglo I a. C. para instalarse y crear una colonia en el lugar, la Civitas Urbs Baeterrensis, situada a algunos kilómetros del mar Mediterráneo, sobre el río Orb, cruzada por la Via Domitia, que conectaba Italia con España. Baeterrae, nombre antiguo de Béziers, prosperó hasta el siglo III, cuando la inseguridad lleva a la ciudad a dotarse de murallas.

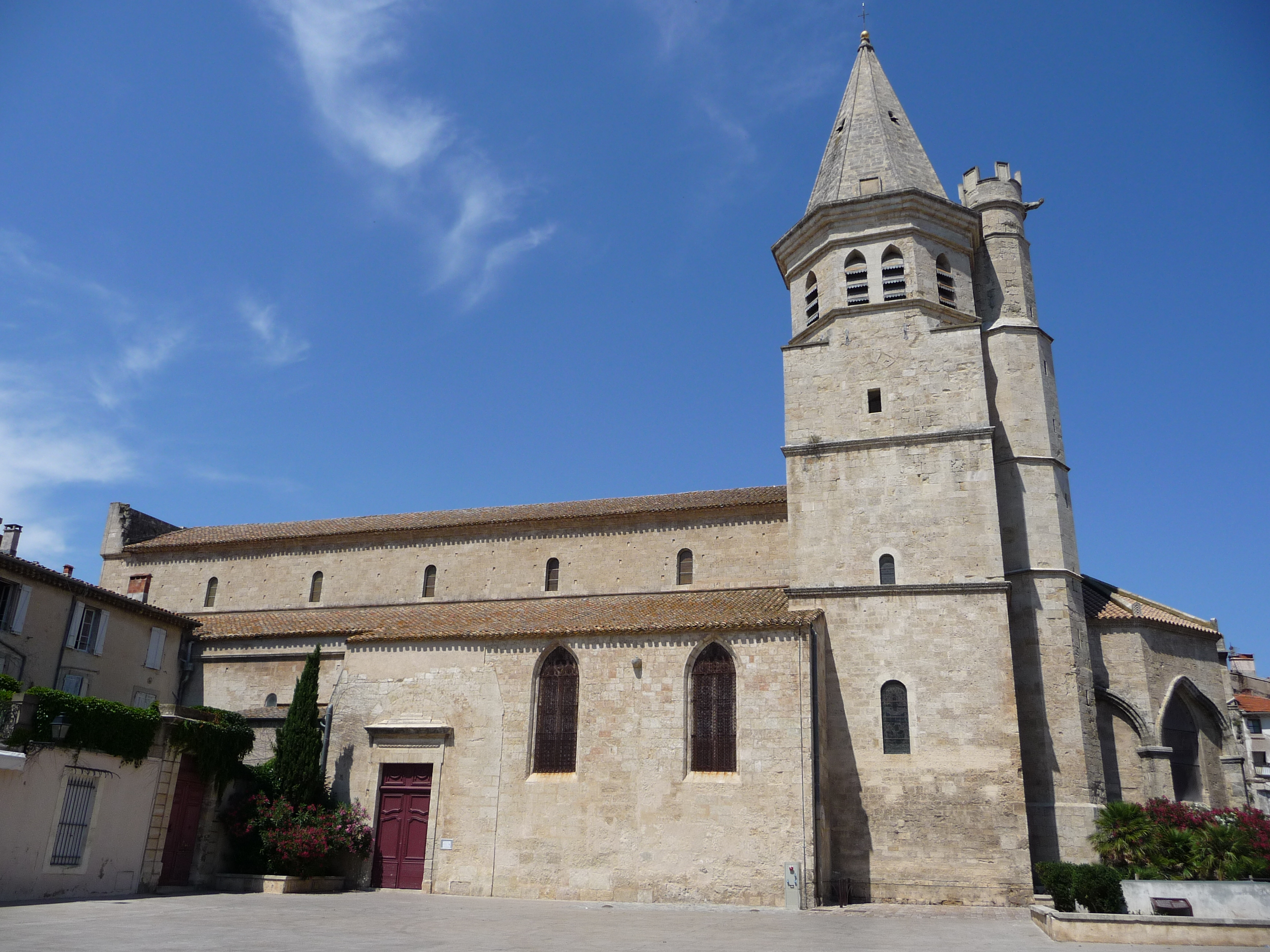
L'église de la Madeleine

Una de las citas más famosas de la historia tuvo su origen en Béziers en el siglo XIII, durante la cruzada albigense. Considerada la ciudad como hereje al estar habitada por numerosos cátaros, el legado papal Arnaud Amaury, abad de Cîteaux y cabeza de la orden cisterciense, procedió a asediarla en el año 1209. Tras un breve sitio, los cruzados pudieron tomar las murallas de la ciudad y acceder a su interior, conquistándola. Según Cesáreo de Heisterbach, que escribió más de cincuenta años después de los hechos, el jefe cruzado Arnaud Amaury ordenó a sus soldados masacrar a todos los cátaros; cuando los oficiales preguntaron cómo diferenciar a los católicos de los herejes cátaros, el legado papal contestó: «Matadlos a todos, Dios reconocerá a los suyos» y toda la población de la pequeña ciudad fue asesinada sin ningún tipo de distinción ni consideración. Otros estudiosos, sin embargo, consideran que la historia de la frase «Matadlos a todos» no tiene suficientes garantías de credibilidad. El historiador y medievalista francés Jacques Berlioz, en cambio, la considera verídica, y la tomó como título para una de sus obras.
Posteriormente la historia de la ciudad se funde con la del Midi (Mediodía) francés.

## Geografía

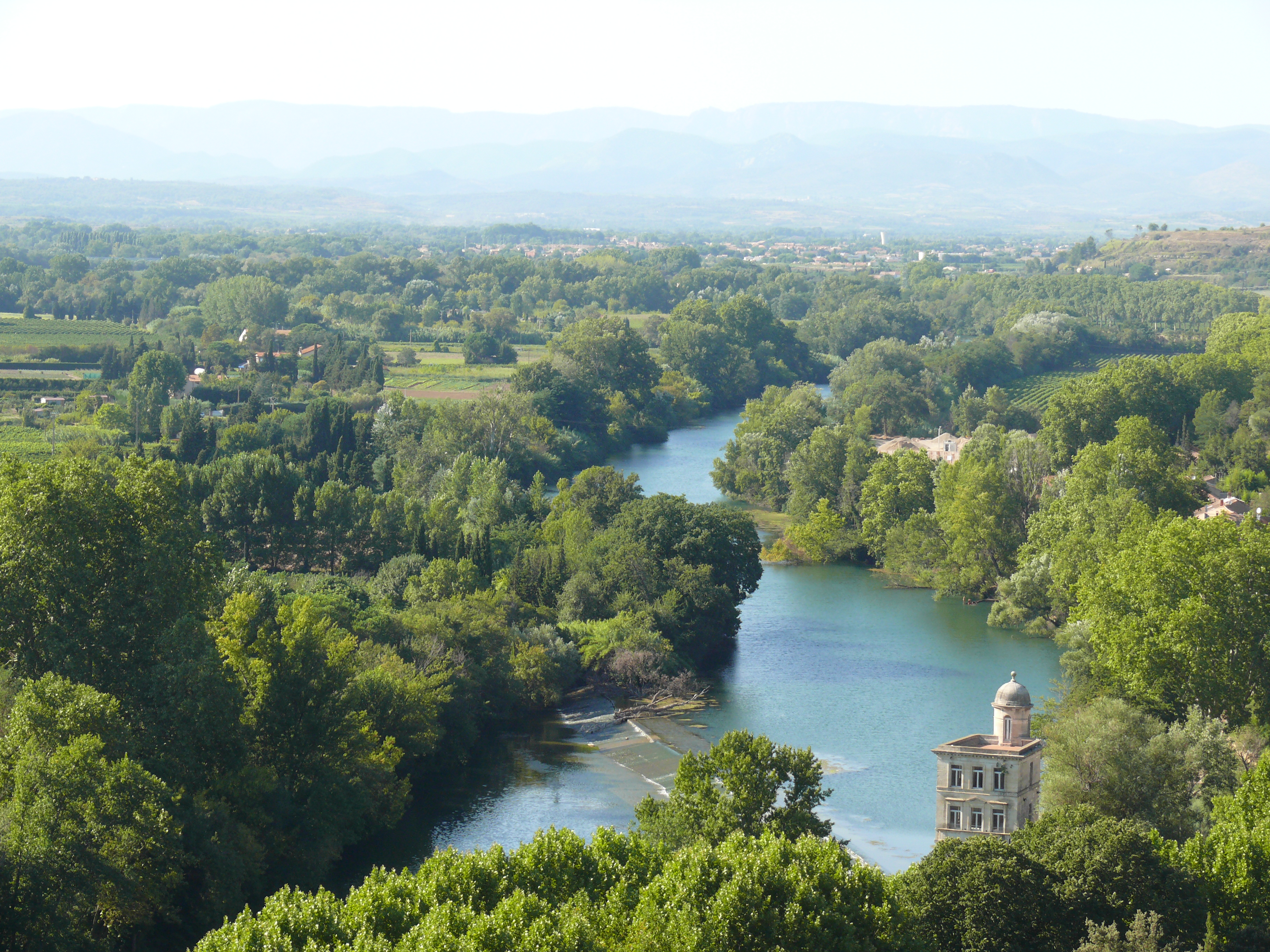
Río Orb en Béziers

La ciudad de Beziers se encuentra a unos 75 km al suroeste de Montpellier. Está cerca de una zona natural protegida de la red Natura 2000. Dos de sus principales recursos naturales son:
- Una gran superficie agrícola utilizada para el cultivo de viñas.
- Una zona costera rodeada por montañas de arena y humedad (La Grande Maïre, Les Orpellières), que se conoce como zonas de protección especial, su nombre oficial es "Zone de Protection Spéciale" correspondiente a las siguientes siglas (ZPS); para la conservación de siete especies de aves .

## Monumentos y lugares turísticos

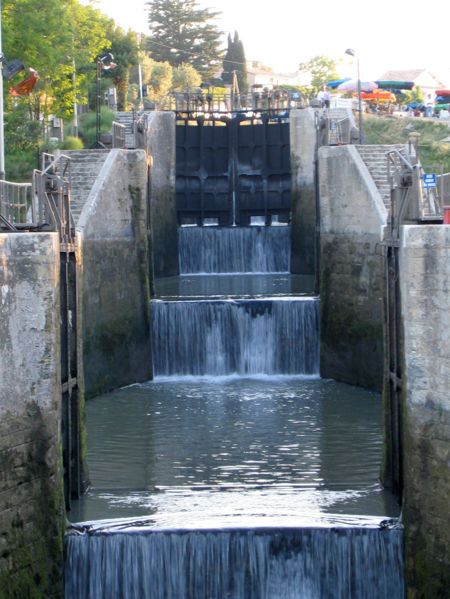
Esclusas de Fonserannes

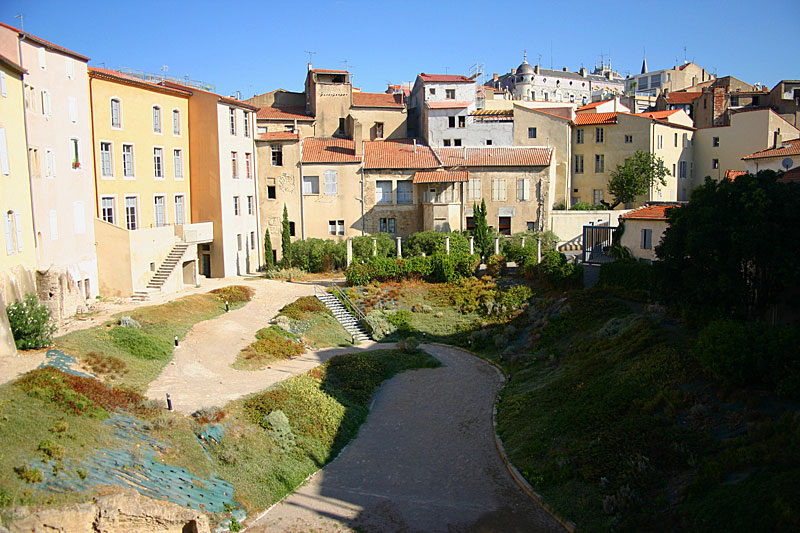
Antiguas arenas de Béziers

- La catedral Saint-Nazaire: ubicada en la parte alta de la ciudad, se ve desde lejos cuando se llega a Béziers por la carretera de Narbonne. Ejemplo notable del gótico « meridional » del siglo XIV, bóvedas de hasta más de 30 metros de alto, trabajo excepcional de la herrería de las rejas de protección exterior de los vitrales (siglo XIV);
- El escenario de los poetas, del año 1867: un parque grande, de estilo inglés, con paisajes hechos por los hermanos Bullher; hay  estatuas de poetas y el monumento "estatue-cascade" de Titán por Injalbert, que une la estación de ferrocarril con las alamedas Paul Riquet, donde se sitúa la gran estatua de bronce del genial creador del canal du Midi (Pierre-Paul Riquet) por el escultor David d'Angers, quien también realizó los bajorrelieves que decoran la fachada neoclásica del teatro municipal a la italiana en la parte alta de esas mismas alamedas (1844).
- Las plazas de toros: Béziers tiene dos plazas de toros, una de época romana, cuyas estructuras y cimientos fueron rehabilitados después de largos trabajos, situada en el barrio Saint-Jacques (ver Arènes romaines de Béziers), y la plaza de toros o Arènes de Béziers construida a finales del siglo XIX tomando como modelo las plazas de toros españolas por Fernand Castelbon de Beauxhostes mecenas de teatro y arte lírico. En este lugar, algunos artistas que pasan por la ciudad dan conciertos y tienen lugar algunas corridas de toros durante las festividades de la feria del mes de agosto.
- El Museo de Bellas Artes, ubicado en los palacetes Fabrégat y Fayet, creado en 1859, recibe en 1934 la donación de la viuda de Jean-Antoine Injalbert, escultor conocido por su obra monumental (numerosas realizaciones en la ciudad y su región), así como por los dibujos y la colección de arte de Jean Moulin en 1975. Expone igualmente pinturas de Hans Holbein, Sebastien Bourdon, Géricault, Vincent van Gogh, Chaïm Soutine, Henri Goetz…
- El museo Saint-Jacques, instalado en un antiguo caserón, presenta colecciones sobre la vida de la ciudad.
- El puente viejo encima del río Orb (Edad Media).

Otros sitios y monumentos:
- La tienda Inter-Fêtes, trolleada por Rémi Gaillard.
- El canal du Midi (siglo XVII).
- El puente-canal (puente que permite al canal cruzar el río)
- Las esclusas de Fonserannes (obras del canal)
- El jardín de la Plantade.
- El moulin de Cordier, ou moulin de Bagnols.
- La iglesia Saint-Jacques.
- La iglesia Saint-Aphrodise.
- La iglesia de la Madeleine.
- La iglesia Saint-Jude.
- La iglesia de l'Immaculée Conception.
- El barrio du Capnau.
- La isla de Tabarka, al medio del Orb.
- El teatro municipal (siglo XIX)
- L'ancien théâtre Art nouveau des Variétés.
- Les grandes halles (finales del siglo XIX).
- Le Domaine de Bayssan (sortie Ouest)
- La Chapelle du Jardin Notre-Dame (siglo XVIII)
- La Chapelle des Pénitents Bleus (siglo XVIII)

## Demografía
| 12 501 | 14 535 | 14 565 | 16 140 | 18 874 | 16 233 | 19 596 | 19 333 | 23 557 | 24 270 | 27 722 | 31 468 | 38 227 | 42 915 | 42 785 | 45 475 | 48 012 | 52 310 | 52 268 | 51 042 | 56 008 | 65 754 | 71 527 | 73 305 | 64 561 | 64 929 | 73 538 | 80 481 | 84 029 | 76 647 | 70 996 | 69 153 | 72 400 | 72 462 |
| Para los censos de 1962 a 1999 la población legal corresponde a la población sin duplicidades (Fuente: INSEE [Consultar]) |        |        |        |        |        |        |        |        |        |        |        |        |        |        |        |        |        |        |        |        |        |        |        |        |        |        |        |        |        |        |        |        |        |

## Cultura

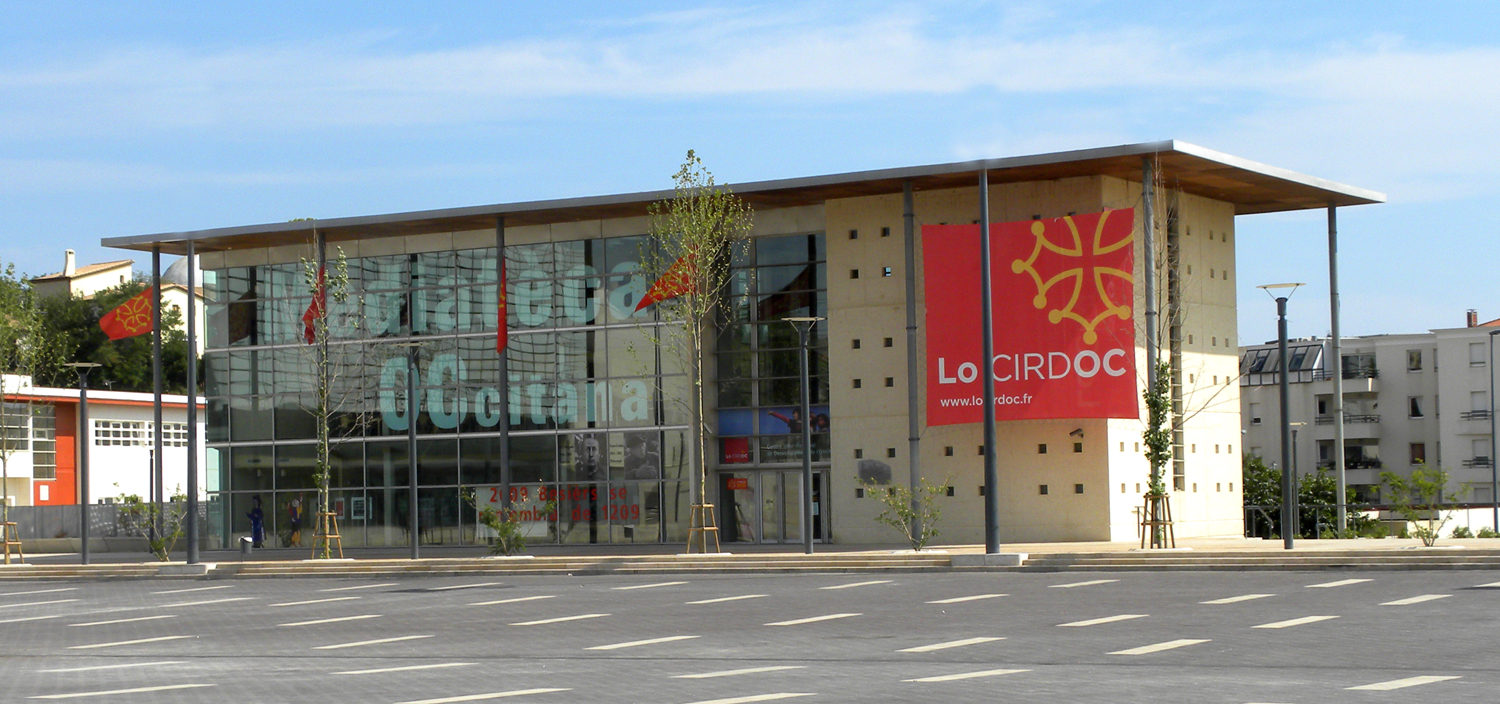
CIRDOC

Beziers alberga el CIRDOC, una institución cultural y de investigación encargada de salvaguardar, promocionar y difundir la cultura y la lengua occitana. Está compuesta por una biblioteca con obras en occitano en sus distintas variantes, hemeroteca y mediateca. Este centro tiene la peculiaridad de ser el único en estar consagrado a una lengua no oficial. Es considerada como la biblioteca nacional de Occitania.
En Béziers se encuentra una de las más antiguas asociaciones en Francia dedicadas a la promoción de la cultura española. La Colonia Española de Béziers se fundó en 1889 con el objetivo de facilitar la integración de los inmigrantes españoles y favorecer el intercambio cultural entre Francia y España. En la actualidad sigue celebrando cursos de artes españolas, encuentros sociales con degustaciones gastronómicas y otras actividades relacionadas con la cultura española, pero también conferencias y encuentros sobre temas sociales relacionados con la vida local de Béziers.

## En las artes y la cultura popular
Béziers es el escenario principal de la novela gráfica El ángel de la retirada, con guion de Serguei Dounovetz y dibujo de Paco Roca. La novela relata la historia de una joven francesa nacida en Béziers, hija de inmigrantes españoles, que trata de encontrar la manera de combinar las dos culturas de las que es heredera.

## Hermanamientos
- Chiclana de la Frontera (España)
- Heilbronn (Alemania)
- Stávropol (Rusia)
- Stockport (Reino Unido)